# Rio Fumuri
O Rio Fumuri é um rio da Romênia, afluente do Creţu, localizado no distrito de Arad.